# Degen (Zwitserland)

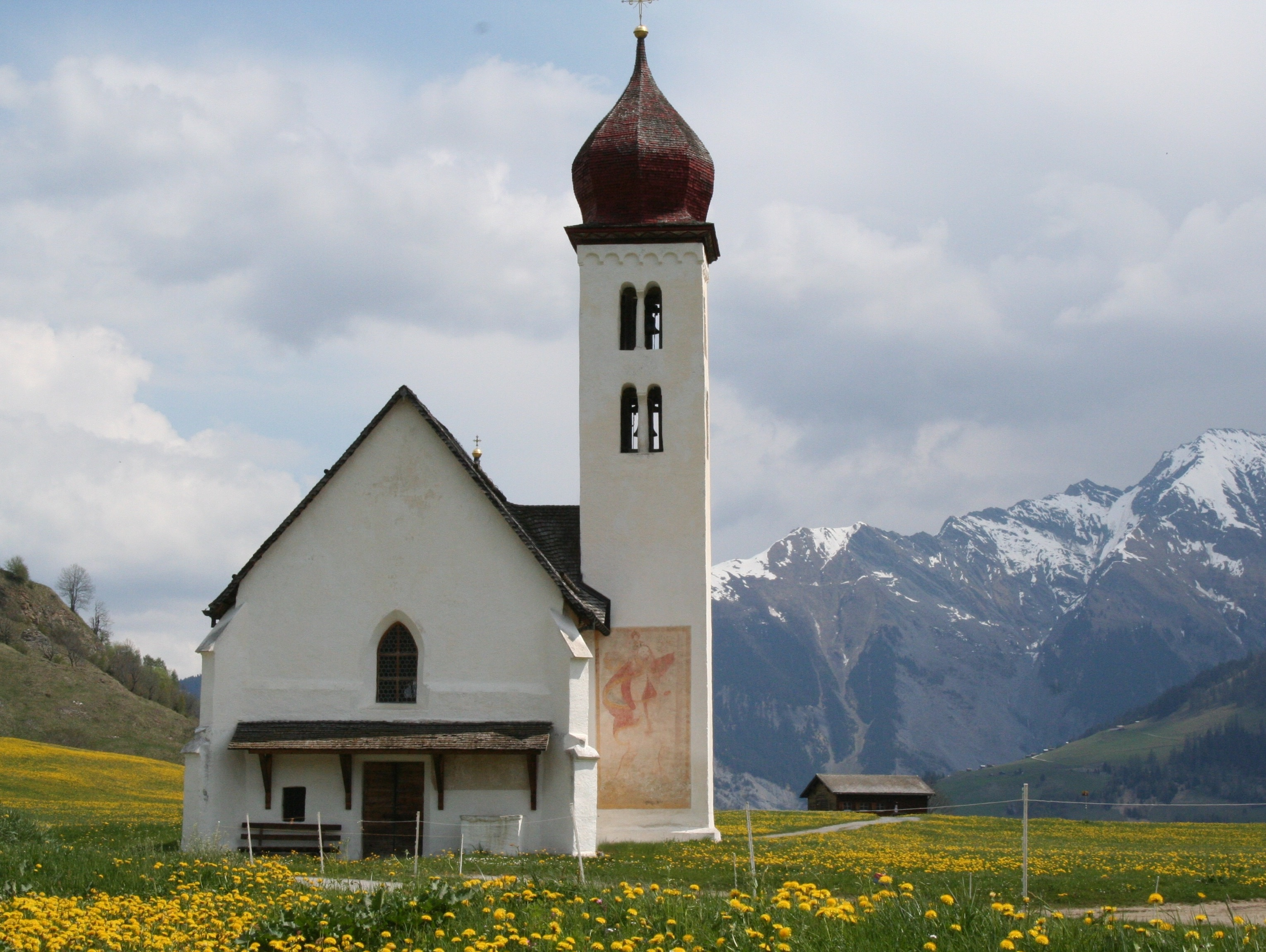
Degen, Kapelle St. Sebastian

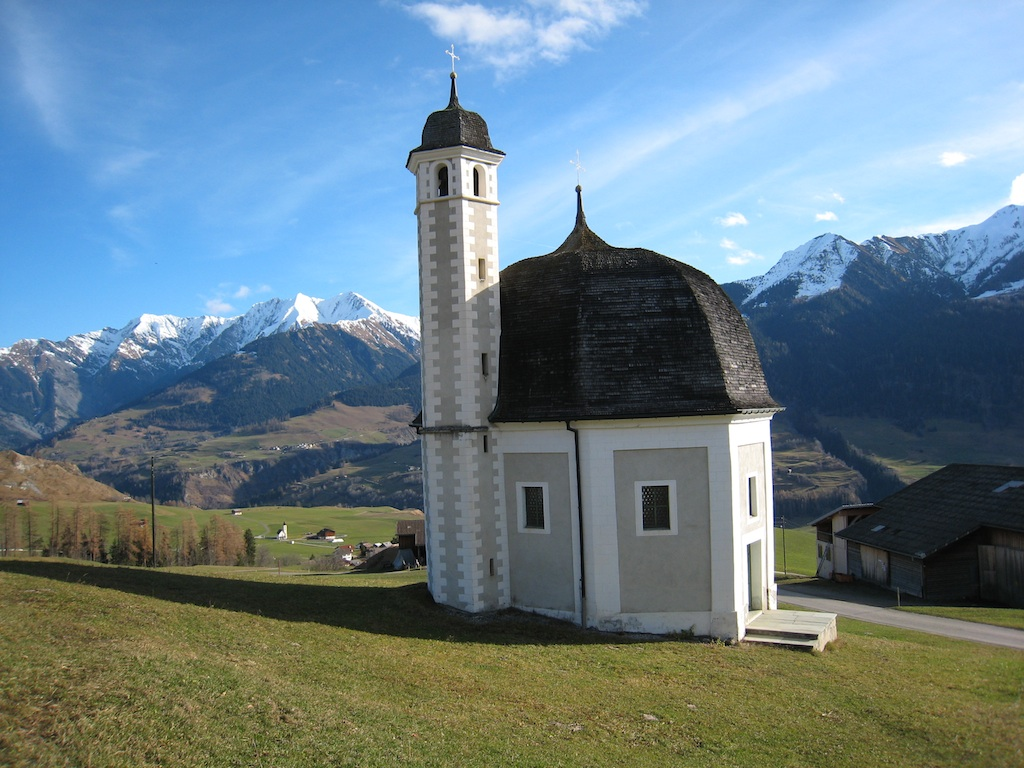
Vattiz, Kapelle S.Clau

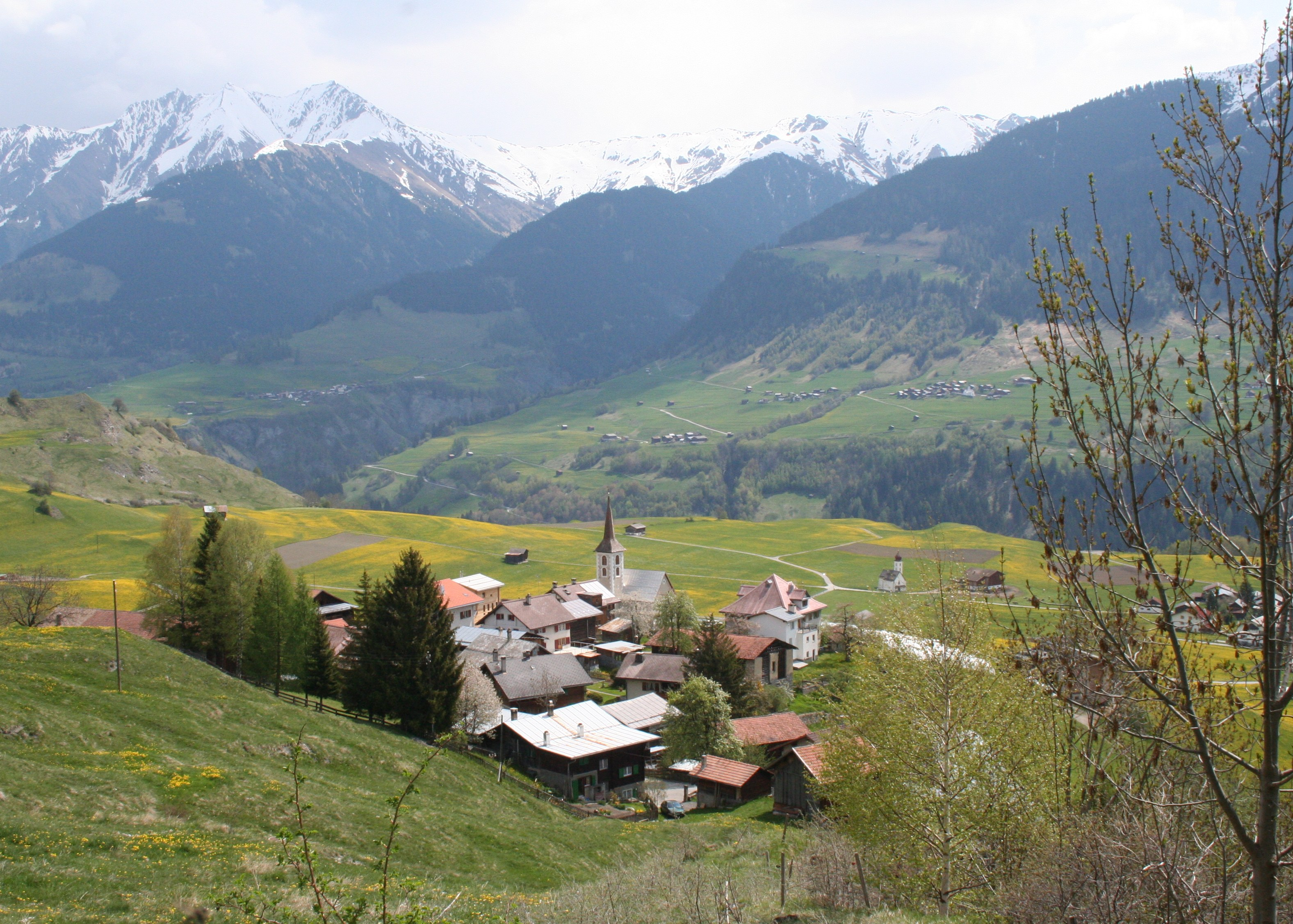
Rumein

Degen (tot 1983 officieel in het Duits Igels) is een plaats en voormalige gemeente in het Zwitserse kanton Graubünden, behorend tot de gemeente Lumnezia. Degen telt 234 inwoners en vormde tot eind 2012 een afzonderlijke gemeente. De gemeente Degen omvatte de dorpen Degen, Rumein, Vattiz en Prada.

## Geschiedenis
De eerste vermelding van Degen dateert van ca. 840 als Higenae/Egenae. Rumein werd rond dezelfde tijd genoemd als villa Ramnensis en in 1325 werd Vattiz genoemd als Vatigis.
Op 1 januari 2013 fuseerde de gemeente Degen met de gemeenten Cumbel, Lumbrein, Morissen, Suraua, Vignogn, Vella en Vrin tot de nieuwe gemeente Lumnezia.

## Landschap
De voormalige gemeente heeft een milde ligging in een zonnige dwarsvallei op het zuiden. Het lanschap in de gemeente heeft alle kenmerken van een Maiensäss-landschap.

## Economie
De belangrijkste bronnen van inkomsten voor de bevolking zijn toerisme, handel en landbouw. De Open Air Val Lumnezia, die elke zomer plaatsvindt, is een van de grootste muziekevenementen in het kanton Graubünden.

## Bevolking
| jaar     | 1808 | 1850 | 1900 | 1950 | 2000 | 2012 |
| inwoners | 232  | 255  | 214  | 323  | 247  | 234  |

Van de bewoners heeft bij de federale volkstelling in het jaar 2000 74% het Reto-Romaanse Surselvisch als best beheerste taal aangegeven, 21% Duits en 4% Albanees. Sinds 1992 nam de bevolking rond 5% af.

## Bezienswaardigheden

### Degen
- Katholieke parochiekerk St. Mariä Himmelfahrt[3]
- Kapelle St. Sebastian.[4] Deze kapel is aangemerkt als cultureel erfgoed van nationaal en regionaal belang.

### Vattiz
- Kapel St. Nikolaus und Valentin[5][6]

## Bekende inwoners
De benedictijner priester en geleerde Flurin Maissen woonde in de tweede helft van de 20e eeuw in Rumein.